# Médiathèque Ceccano
La médiathèque Ceccano est une bibliothèque classée située à Avignon (Vaucluse, Provence-Alpes-Côte d'Azur). 
Première bibliothèque publique d'Avignon, fondée en 1809 grâce à des saisies révolutionnaires puis enrichie grâce au legs d'Esprit Calvet, elle partage le bâtiment du musée Calvet jusqu'en 1982. Elle est ensuite transférée dans une Livrée cardinalice du XIVe siècle, la Livrée Ceccano. Elle conserve un important fonds patrimonial en plus de ses collections courantes.

## Historique

### Origines: la bibliothèque Calvet (1809 - 1982)
La bibliothèque ouvre au public vers la fin de 1809, avec un premier fonds constitué grâce aux saisies révolutionnaires de 1792, qui compte alors 26 540 ouvrages imprimés et entre 600 et 700 manuscrits confisqués dans les établissements religieux d'Avignon et des alentours,. Les collections s'enrichissent en 1810 grâce au legs de l'érudit Esprit Calvet, qui lègue entre autres son cabinet de curiosités et son importante bibliothèque afin de constituer le Museum Calvet.
Les deux institutions, musée et bibliothèque, sont situées dans le même bâtiment et gérées conjointement par la Fondation Calvet jusqu'en 1982. Des services de prêt à domicile sont mis en place en 1930 pour les adultes puis en 1948 pour les enfants, à une échelle modeste.

### La médiathèque Ceccano (depuis 1982)

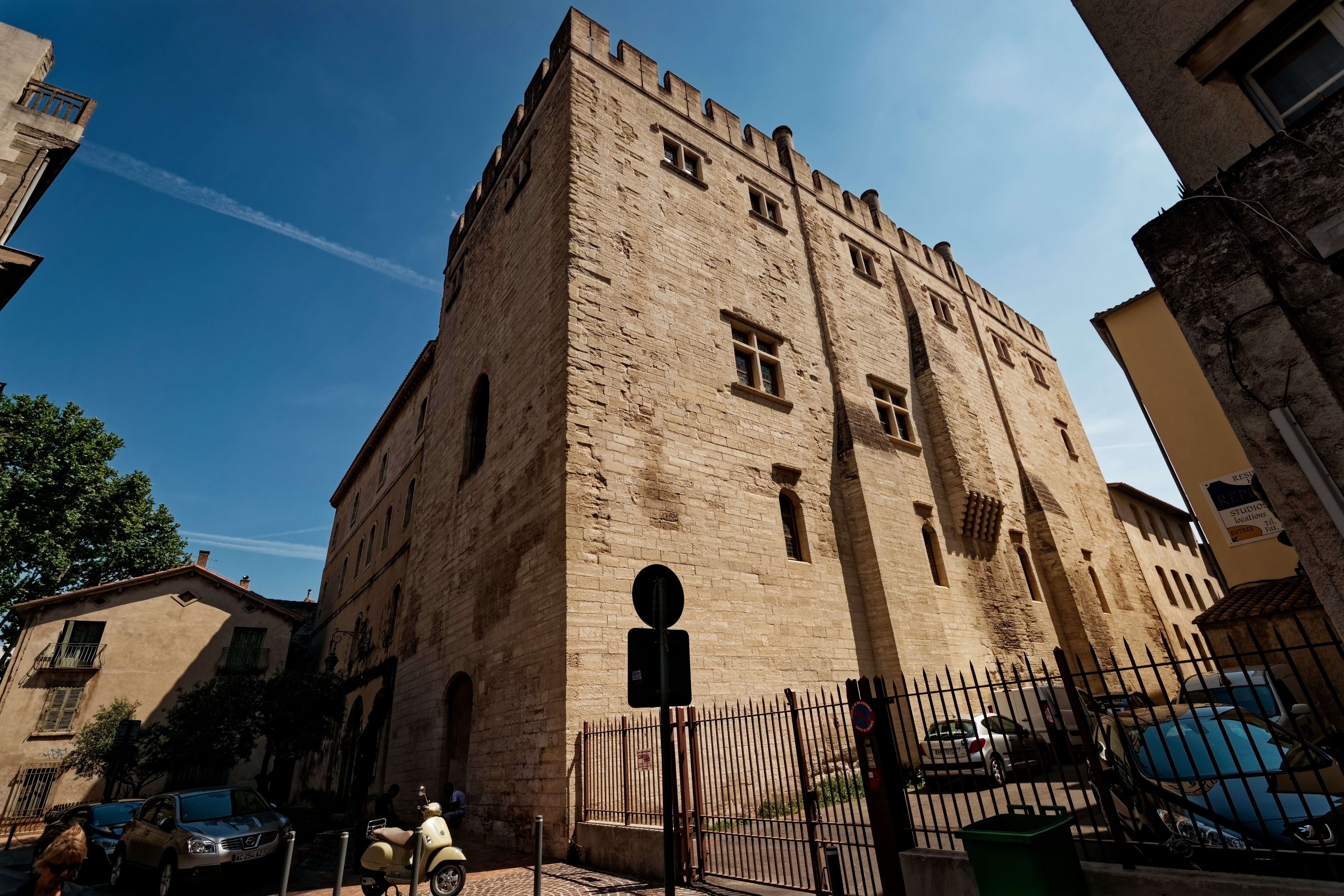
La Livrée Ceccano vue de l'extérieur.

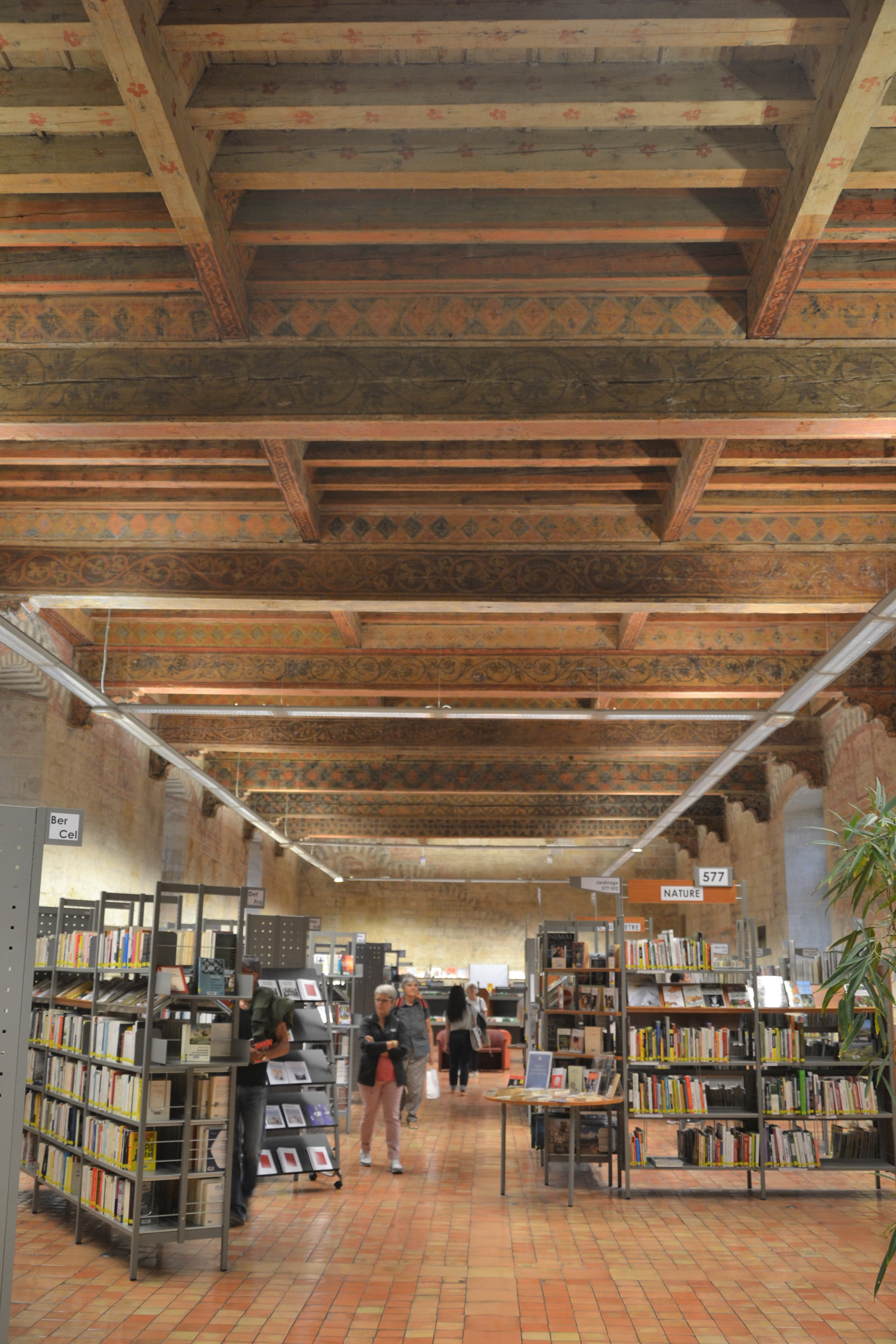
Une salle de lecture de la médiathèque Ceccano.

En 1982, la « bibliothèque Calvet » quitte le musée Calvet pour s'installer dans la Livrée Ceccano, une Livrée cardinalice construite entre 1327 et 1332 et habitée par Annibal de Ceccano jusqu'en 1350. Le bâtiment avait été rénové entre 1979 et 1982 afin d'accueillir la médiathèque, constituée avec des fonds de lecture publique et les fonds patrimoniaux de la bibliothèque Calvet,. Les salles de lecture et de prêt sont situées dans les deux grandes salles du palais, qui comportent des plafonds en bois peints et des fresques murales d'origine, avec notamment les blasons de Ceccano,.
Avant 1982, la « bibliothèque Calvet » est la seule bibliothèque d'Avignon. Elle a depuis été intégrée au réseau de bibliothèques et médiathèques municipales qui s'est créé.

## Collections
Les collections sont divisées en quatre espaces : Adultes, Jeunesse, Musique et Patrimoine. Les collections patrimoniales contiennent plus de 250 000 ouvrages imprimés, dont 50 000 ouvrages d'avant 1810 et des incunables, 7 000 manuscrits, 60 000 dessins et estampes, et des ouvrages modernes,. L'Espace Patrimoine donne en outre accès à des archives de l'INA.

### Fonds d'érudits
Les collections patrimoniales se sont enrichies de plusieurs fonds d'érudits locaux, notamment, :
- fonds Calvet, legs d'Esprit Calvet de 1810 ;
- fonds Esprit Requien ;
- fonds Paul Mariéton ;
- fonds Pierre Pansier ;
- fonds Victorin Laval ;
- fonds Hyacinthe Chobaut.

## Conservateurs
Les conservateurs responsables du musée Calvet et de la bibliothèque, avant la séparation :
- 1814-1823 : Dejean Pierre-Bertrand
- 1823-1838 : Guérin Joseph-Bénézet-Xavier
- 1838-1840 : De Blégier Marie-Charles-Jean-Louis-Casimir
- 1841-1849 : Chambaud Dominique-Victor-Hyacinthe
- 1849-1851 : Requien Esprit
- 1852-1890 : Deloye Augustin
- 1890-1906 : Labande Léon-Honoré
- 1906-1949 : Girard Joseph
- 1949-1984 : De Loye Georges

Les conservateurs responsables uniquement de la bibliothèque, depuis la séparation :
- 1984-2004 : Gaillard Pierre
- 2004-2015 : Franc Cécile
- 2015-2023 : Isabelle Dimondo
- 2024-...: Jérôme Triaud

## Sources

### Sitographie
- Avignon Bibliothèque, « Bibliothèque Ceccano », sur ssbib.bm.avignon.fr, 2023 (consulté le 13 octobre 2023).
- INHA, « Bibliothèque Ceccano », sur inha.fr, 2023 (consulté le 13 octobre 2023).
- CCFR, « Bibliothèque municipale Ceccano. Avignon, Vaucluse », 2022 (consulté le 13 octobre 2023).
- INA, « Bibliothèque Ceccano Avignon », sur ina.fr, 2023 (consulté le 13 octobre 2023).

### Articles
- Marie-Félicia Alibert, « La riche histoire de la bibliothèque Ceccano », Le Dauphiné libéré,‎ 12 août 2023 (lire en ligne, consulté le 13 octobre 2023).
- Marie-Félicia Alibert, « La bibliothèque Ceccano : 700 ans d'histoire », Le Dauphiné libété,‎ 12 août 2023 (lire en ligne, consulté le 13 octobre 2023).
- (it) Maria Alessandra Bilotta, « Il crocevia d'Europa. La Bibliothèque municipale di Avignone », Alumina. Pagine miniate, no 33,‎ 2011, p. 34-41 (lire en ligne, consulté le 13 octobre 2023).

### Ouvrages
- Catherine Canazzi, La Livrée Ceccano ou les enjeux d'une époque : Patrimoine et Modernité : D.E.S.S "Direction de projets culturels", option Médiathèques Publiques. 1988/1989, Villeurbanne, École Nationale Supérieure de Bibliothécaires, 1989, 124 p. (lire en ligne).

### Bibliothèque Ceccano et musée Calvet
- Fondation Calvet, « Les Bibliothèques de la Fondation Calvet », sur bibliotheques-calvet.org (consulté le 13 octobre 2023).
- Fondation Calvet, « Bibliothèque Calvet », sur fondation-calvet.org, 2023 (consulté le 13 octobre 2023).
- Ministère de la Culture, « Musée Calvet (et musée Lapidaire) », sur pop.culture.gouv.fr, 2009 (consulté le 13 octobre 2023).